# دیس آبی
دیس آبی (نام علمی: Victoria cruziana) نام یک گونه از تیره نیلوفرآبیان است.